# 斯托尼克里克鎮區 (北卡羅萊納州納什縣)
斯托尼克里克鎮區（英語：Stony Creek Township）是位於美國北卡羅萊納州納什縣的一個鎮區。

## 地方資料
斯托尼克里克鎮區的面積為81.33平方千米，皆為陸地。根據2020年美國人口普查的數據，當地共有人口24479人，而人口密度為每平方千米300.98人。